# 硝酸苯酯
硝酸苯酯（Nitric acid, phenyl ester）是氯甲酸苯酯和硝酸银乙腈溶液反应得到的中间体，该中间体通过重排反应转变为邻硝基苯酚。
很多相似的重排反应也被观察到，如苯硝胺转变为o-硝基苯胺的反应是分子内的重排反应。